# Capitula Angilramni
Die Capitula Angilramni sind eine Kanones-Sammlung; sie entstanden im zweiten Viertel des 9. Jahrhunderts im Kloster Corbie (Nordostfrankreich) und sind Bestandteil der pseudoisidorischen Fälschungen. Hauptthema ist der kirchliche Strafprozess gegen Bischöfe, den die Capitula Angilramni durch zahlreiche Prozesshindernisse, hohe Anforderungen an Zeugen, Ankläger und Richter usw. möglichst erschweren wollten. Die Fälscher behaupten, die Capitula seien am 19. September 786 von Hadrian I. (772–795) an Bischof Angilram von Metz (768–791) in Rom übergeben worden. Erst eine spätere Überlieferung der Fälschung kehrt dies dahingehend um, dass Angilram die Capitula dem Papst überreicht habe.
Die enthaltenen echten Kanones stammen u. a. aus Beschlüssen von Konzilien, Dekretalen und dem römischen Recht. Überliefert in ca. 60 Handschriften des 9. bis 15. Jahrhunderts haben die ca. 70 Kapitel (die Zahl schwankt in den unterschiedlichen Überlieferungen) erheblichen Einfluss auf das Strafprozessrecht der katholischen Kirche ausgeübt.
Die Capitula Angilramni sind quellen- und überlieferungsgeschichtlich eng mit den übrigen pseudoisidorischen Fälschungen (Hispana Gallica Augustodunensis, Falsche Kapitularien des Benedictus Levita, Falsche Dekretalen Pseudoisidors und Collectio Danieliana) verzahnt.

## Edition
Die editio princeps der Capitula ist die Konziliensammlung des Pierre Crabbe von 1538. Eine neue Ausgabe erschien bei den Monumenta Germaniae Historica.
- Karl-Georg Schon: Die Capitula Angilramni. Eine prozessrechtliche Fälschung Pseudoisidors. (= MGH, Studien und Texte, Bd. 39), Hannover 2006. ISBN 978-3-447-17280-6